# Idiocnemis leonardi
Idiocnemis leonardi – gatunek ważki z rodziny pióronogowatych (Platycnemididae).